# ترونزانو لاغو ماجوري
ترونزانو لاغو ماجوري (لومبارد: ترونسيان، ترونزان جميع الأسماء من اللاتينية ترونسيانوم) هي بلدية في مقاطعة فاريزي في منطقة لومباردي الإيطالية وتقع على بعد حوالي 80 كم من مدينة فاريزي. كم شمال غرب ميلانو وحوالي 30 كم شمال مدينة فاريزي على الحدود مع سويسرا.
تقع ترونزانو لاغو ماجوري على حدود البلديات التالية: بريساغو (سويسرا) وكانوبيو وماكانيو كون بينو وفيداسكا.